# الوعي (العدين)

تعديل مصدري - تعديل

الوعي محلة تابعة لقرية الظهار، التابعة لعزلة الجبلين بمديرية العدين إحدى مديريات محافظة إب في الجمهورية اليمنية.، بلغ تعداد سكانها 113 حسب تعداد اليمن لعام 2004.